# Оратовский, Михаил Борисович
Михаил Борисович Оратовский (род. 3 апреля 1974, Тирасполь) — израильский шахматист, гроссмейстер (2002).
Учился в СДЮШОР № 3 и в средней школе № 17 в Тирасполе (окончил в 1991 году). Ученик Владимира Маркзицера и Вячеслава Чебаненко. Занимался в школе Ботвинника — Каспарова.
В 1989 г. выиграл бронзовую медаль чемпионата СССР среди юношей. В 1994 г. стал победителем чемпионата Израиля до 20 лет. В 1998 г. разделил 1-е место в открытом чемпионате Канады (с Е. Прокопчуком, К. Спраггеттом и Д. Тёмкиным).
Выиграл свыше 30-и турниров по рапиду в Испании.
Лучшие результаты в международных турнирах: Канны (1994 — 1-2-е, 1996 — 1-4-е); Бадалона (2001 — 1-е); Балагер (2001 — 1-е); Альбасете (2001/2002 — 1-2-е); Лиссабон (2001 — 2-е); Лорка (2002 — 2-3-е); Церлер (2003 — 1-е); Бенаске (2004 — 1-е, 2005 — 2-е).

## Изменения рейтинга
| Графики недоступны из-за технических проблем. См. информацию на Фабрикаторе и на mediawiki.org. |